# Heinz Jentzsch (SS-Mitglied)
Bruno Wolfgang Heinz Jentzsch (* 8. Juni 1917 in Zittau; † 11. Mai 1994 in Speyer) war ein deutscher SS-Hauptscharführer und verurteilter Kriegsverbrecher.

## Leben
Heinz Jentzsch war Sohn des Gewerbestudienrates, Baumeisters und Architekten Alfred Jentzsch und seiner Ehefrau Martha. Nach der Volksschule besuchte er ein Realgymnasium, war nach dem Tod seines Vaters im Jahr 1931 aber gezwungen, die Schule abzubrechen. Jentzsch entschied sich, einen landwirtschaftlichen Beruf zu erlernen, und nahm eine Lehrstelle als landwirtschaftlicher Scholar auf dem Rittergut Diehmen nahe Bautzen an. Nach einem Arbeitsunfall musste er jedoch die Lehre abbrechen und beendete sie an der landwirtschaftlichen Schule in Zittau.
Ab Oktober 1932 gehörte er der Hitlerjugend an. Im Oktober 1934 wurde er Mitglied der SS (SS-Nummer 245.466). Im November 1934 wurde er zur Wachtruppe des KZ Sachsenburg versetzt. Nach einer militärischen Grundausbildung versah er Dienst als Wachposten. Am 1. Februar 1937 wurde Jentzsch als Schüler in die SS-Unterführerschule unmittelbar neben dem KZ Sachsenhausen in Oranienburg versetzt. Am 16. Juni 1937 beantragte er die Aufnahme in die NSDAP und wurde rückwirkend zum 1. Mai desselben Jahres aufgenommen (Mitgliedsnummer 5.546.041).

Nach Abschluss des Lehrgangs am 1. Februar 1938 wurde er als Rechnungsführer bei der Bewachung des KZ Sachsenhausen eingesetzt. Im Oktober 1938 wurde er zum Kommandanturstab des KZ Mauthausen versetzt, wo er als Rechnungsführer tätig war. Ende 1940 erfolgte seine Versetzung in das KZ Gusen II, wo er bis Februar 1943 verblieb. In Gusen war Jentzsch Rechnungsführer und Stabsscharführer sowie rechte Hand von Lagerführer Karl Chmielewski. In dieser Funktion beteiligte er sich nicht nur an der Selektion von kranken und invaliden Häftlingen, sondern galt auch als Erfinder der sogenannten Totbadeaktionen, wie sie Stanisław Dobosiewicz festhielt:
„Im Sommer 1941, als die Transporte von Invaliden zur Vergasung nach Hartheim unterbrochen wurden, schlug Hscha. Heinz Jentzsch dem Lagerführer Chmielewski vor, in der Duschanlage Totbadeaktionen für Invalide, Tbc-Kranke und Juden durchzuführen. Zu diesem Zweck versah man die Duschanlage mit einer niedrigen Wand und die Wasserabflüsse mit Sperrventilen.“
Im Februar 1943 wurde er an die Front versetzt. Am 29. Februar 1943 trat er seinen Dienst bei der 10. SS-Panzergrenadier-Division an. Ab Anfang November 1943 wurde Jentzsch in die Normandie abgestellt. Im April 1944 erfolgte seine Versetzung zum SS-Artillerieausbildungs- und Ersatz-Regiment in Beneschau, nachdem er zum Geräteverwalter ausgebildet worden war. Im Februar 1945 kam Jentzsch mit der 6. Panzerarmee nach Ungarn, bei den Rückzugsgefechten beteiligte er sich im April an den Kämpfen um Bratislava und Wien.
Im Mai 1945 ergaben sich die Reste der Einheit bei Steyr der US Army. Er geriet in Kriegsgefangenschaft, aus der er floh. Zu Fuß setzte er sich nach Bayern ab, wo er bei Bauern arbeitete. Er nahm sich ein möbliertes Zimmer in Reichenbach und begann dort eine Berufsausbildung als Maurer. Nach dem Abschluss seiner Ausbildung zog er nach West-Berlin und machte sich mit einem Baugeschäft selbstständig. Am 5. Mai 1961 wurde er in Untersuchungshaft genommen. Am 29. Oktober 1968 verurteilte ihn das Landgericht Hagen wegen  Mordes in zwei Fällen zu lebenslanger Haft. Im Juli 1969 scheiterte er bei einem Selbstmordversuch. Am 14. August 1982 wurde er auf Bewährung aus der Haft entlassen.